# 普里莫爾西基波薩德

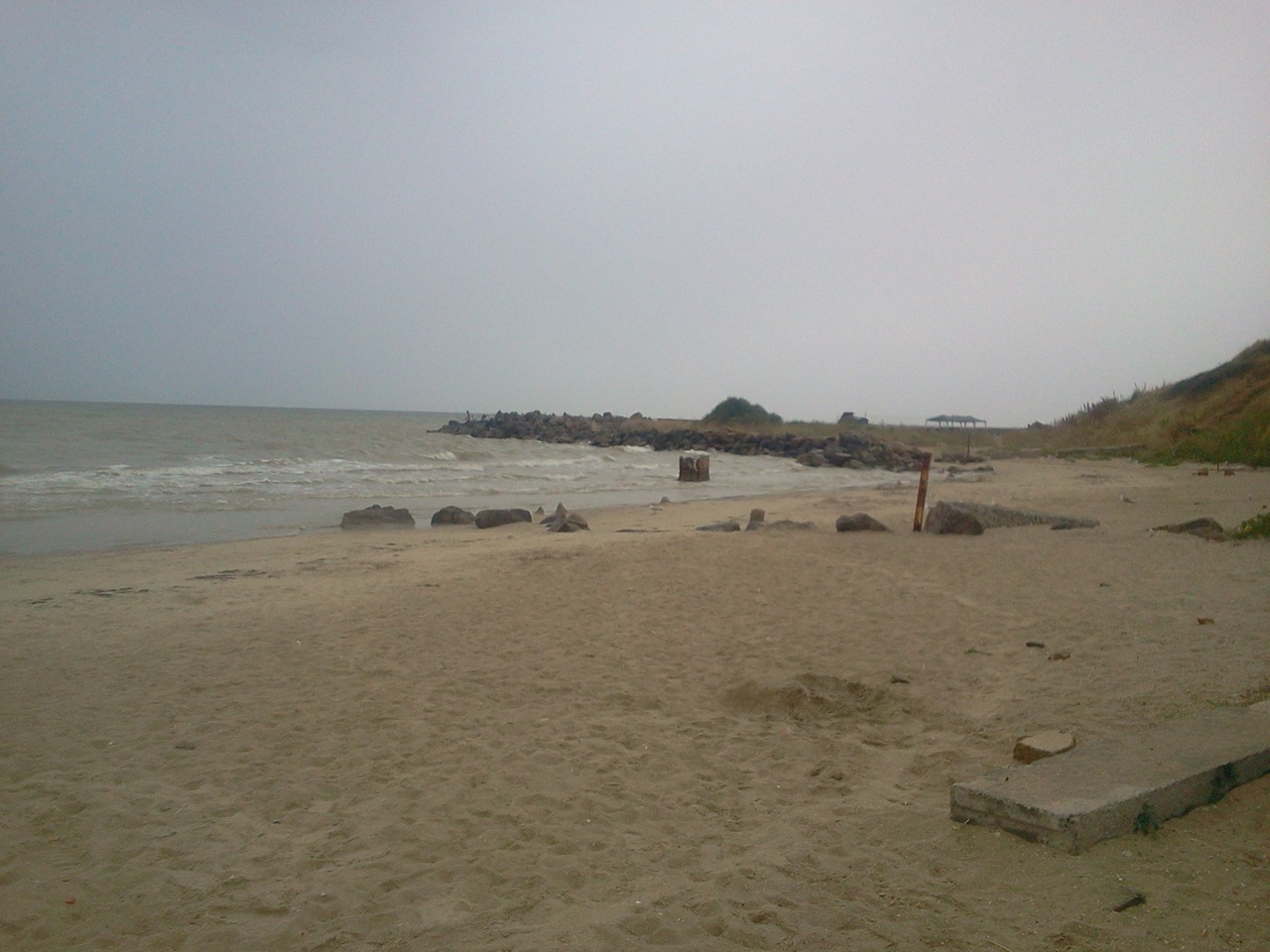

46°36′53″N 35°44′7″E / 46.61472°N 35.73528°E
普里莫爾西基波薩德（烏克蘭語：Приморський Посад）是位於烏克蘭東南部的村莊，由扎波羅熱州梅利托波爾區的普里亞速斯凱市鎮負責管轄。該村始建於1918年，面積2.1平方公里，海拔高度6米，2001年人口455，人口密度每平方公里216.7人。

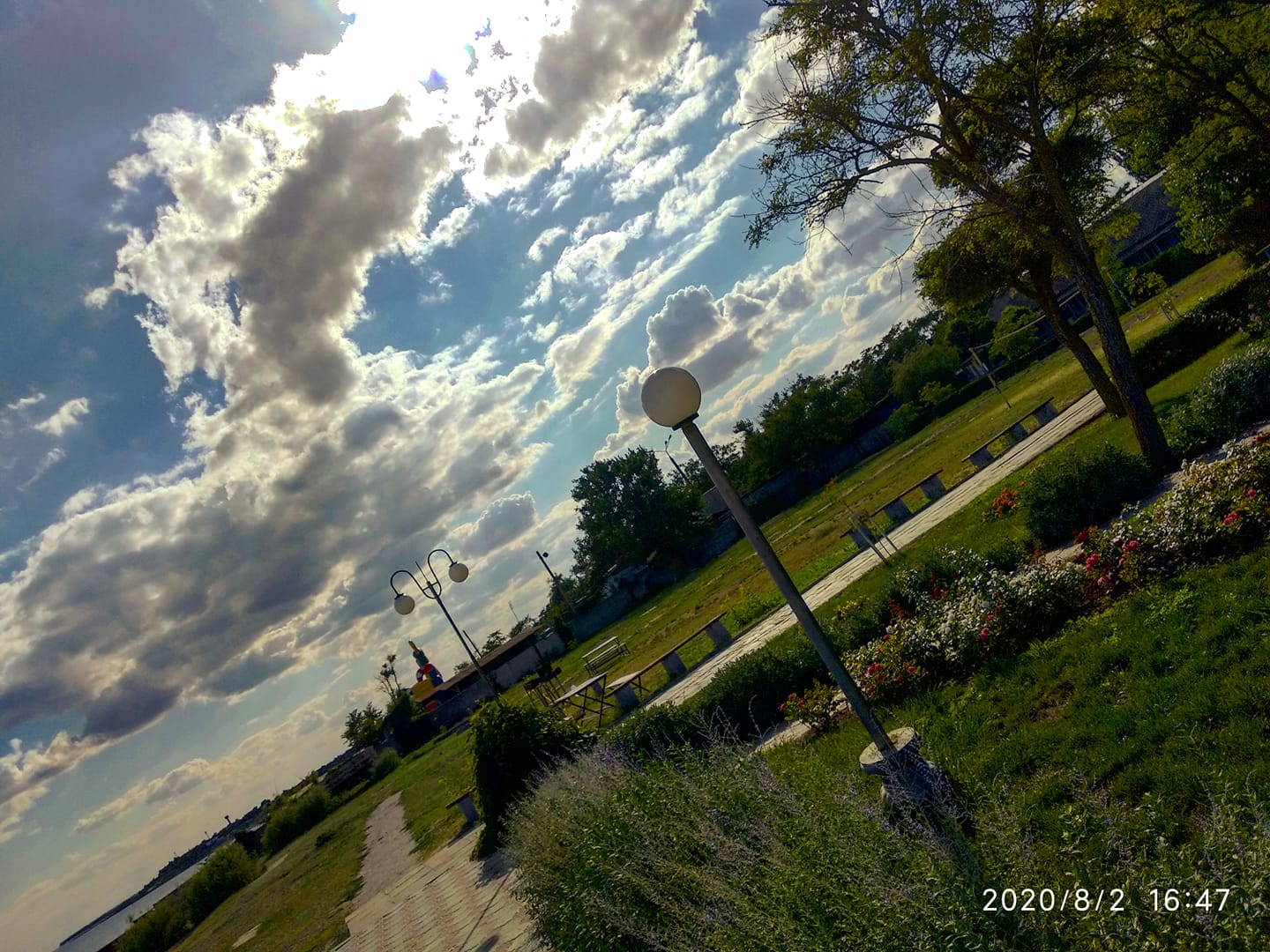